# Miedo a salir de noche
Miedo a salir de noche es una comedia dramática, estrenada en marzo de 1980, dirigida por el realizador vasco Eloy de la Iglesia. Interpretada en sus papeles principales por José Sacristán y Antonio Ferrandis, en su elenco participan notables actores del cine español como Tina Sainz, Florinda Chico o Mari Carmen Prendes.
El guion, escrito por Roberto Bodegas y con aportaciones del director, satiriza en tono de comedia el miedo a la inseguridad ciudadana que, en aquel momento, alentaban los nostálgicos del Franquismo.

## Sinopsis
Paco (Sacristán), un empleado de banca tímido y asustadizo, y Begoña (Gravy) son una pareja que conviven con la madre de él (Prendes). La suegra de Paco es aficionada a comentar cuanto suceso violento ocurre a su alrededor o se muestra en los medios de comunicación tengan o no fundamento. La psicosis de pánico, ante las noticias que constantemente narra, intranquiliza cada vez más a su familia y a la comunidad de vecinos en la que viven. Es precisamente ese pánico el que provoca una serie de incidentes que, en ocasiones, terminan trágicamente. De hecho una desgracia que le sucede a su vecino Don Cosme (Ferrandis), hombre de carácter vitalista y sin miedo al futuro, es el detonante para que Paco se enfrente a la realidad haciéndole perder el complejo que le atormenta.

## Reparto
- José Sacristán - Paco
- Antonio Ferrandis - Don Cosme
- Cladia Gravy - Begoña
- Tina Sainz - Loli
- Mari Carmen Prendes - Madre de Paco
- Nuria Gallardo - Tere
- Ricardo Tundidor - Presidente de la comunidad de vecinos
- José Ruiz Lifante - Presidente del banco
- Rafael Hernández - Ángel
- Gabriel Llopart - Felipe
- Antonio Gamero - Gómez
- Vicente Cuesta - Domínguez
- Alejo Loren - Ovni
- Alfred Lucchetti - Agapito
- Claudio Rodríguez - Barrado
- Francisco Nieto
- Ramón Reparaz - Comisario de policía
- Joaquín Molina
- Francisco Melgares
- Ángel García - Comercial de puertas blindadas
- Paco Catalá - Policía de paisano
- Antonio Betancourt - Policía de paisano

## Producción
Rodada en Madrid Miedo a salir de noche es una película que, aunque filmada en 1979, se estrenó en marzo de 1980. A diferencia de otros proyectos de De la Iglesia, que se estrenaron fuera de España, únicamente se estrenó en salas de cine de Alemania Occidental bajo el título Angst, nachts auszugehen.
El film destaca por contar en su banda sonora, además de la música compuesta por Carmelo Bernaola quien ya colaboró en anteriores proyectos del realizador, con varias canciones del grupo de rumba flamenca Los Chichos de gran popularidad por esas fechas: «Mala ruina tengas», «Vivía errante» y «No llores niña».

Nunca me he tomado en serio esa cosa tan solemne que es la seguridad personal. Yo no me tengo ese respeto a mí mismo. Lamento no haber cometido más locuras. Pero también es cierto que me jode haber pagado tanto peaje.
Eloy de la Iglesia, diario El Mundo (1996) 

## Recepción
La película tiene una recepción positiva en los portales de información cinematográfica. En IMDb, contabilizadas 65 valoraciones, obtiene un 6,2 sobre 10. En FilmAffinity tiene una puntuación de 5,2 sobre 10 computando 319 votos.
Jordi Battlé, en el El País, reseña "la inseguridad ciudadana, esa psicosis colectiva de ver chorizos y terroristas hasta en la sopa. Gente corriente y moliente amuebló su película, ciertamente entretenida y concebida con buenas dosis de ironía. Su mensaje final sería el del optimismo ante los tiempos que corren, simbolizado en el personaje de viejo zorro que encarna Antonio Ferrandis". Pedro Crespo, en la edición del 8 de marzo de 1980 del diario ABC, indica que "conserva un cierto aire de comedia intrascendente, apta para casi todos los públicos, con algunos lances capaces de despertar la sonrisa, si no la carcajada, pese a la baratura o gratuidad de sus planteamientos".